# 費多里夫卡 (舊薩爾蒂夫市鎮)
50°4′19″N 36°41′18″E / 50.07194°N 36.68833°E

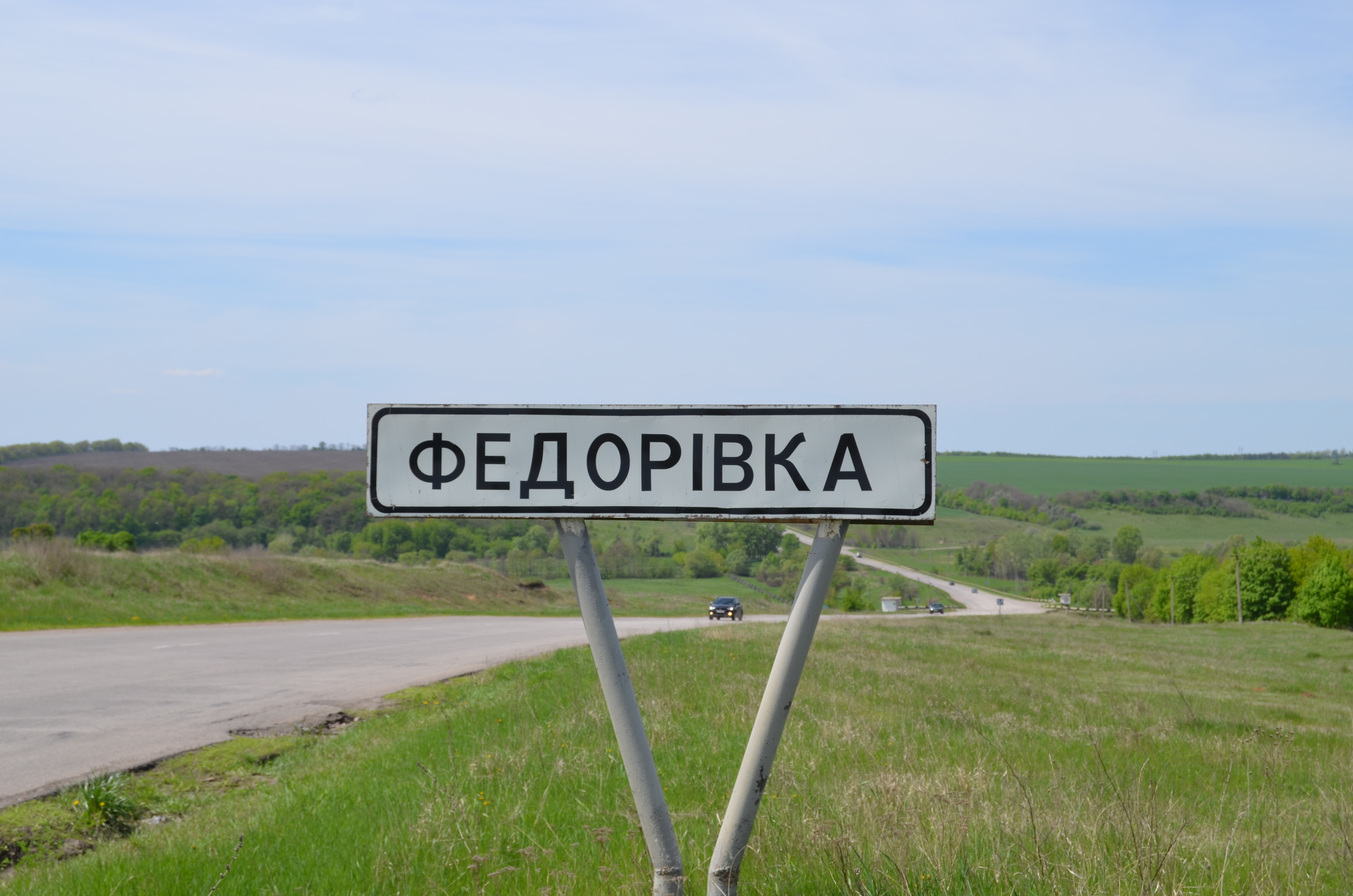

費多里夫卡（烏克蘭語：Федорівка）是位於烏克蘭東部的村莊，由哈爾科夫州丘胡伊夫区的舊薩爾蒂夫市鎮負責管轄。該村始建於1675年，面積0.69平方公里，海拔高度117米，2001年人口81，人口密度每平方公里117.1人。